# Palazzo Pinelli
Il palazzo Pinelli è un palazzo manierista e neoclassica di Napoli ubicato in via Benedetto Croce.
L'edificio, voluto dal genovese Cosimo Pinelli banchiere e duca di Acerenza, venne progettato da Giovanni Francesco Di Palma tra il 1540 e il 1550.
Tuttavia, nel XVII secolo dopo un violento terremoto il palazzo venne rimaneggiato in chiave barocca dai monaci di San Martino che lo avevano acquistato; durante la ricostruzione barocca venne tampognato il loggiato in stile manierista di cui oggi si può ancora osservare la decorazione in piperno.
Nel palazzo c'è anche una pregevole scala settecentesca che valorizza il cortile cinquecentesco.
Successivamente divenne dimora della famiglia dei baroni Foglia. Attualmente è un condominio privato.
La facciata, rimaneggiata nel Seicento e successivamente, conserva il portale ed il balcone con balaustra marmorea su di esso.

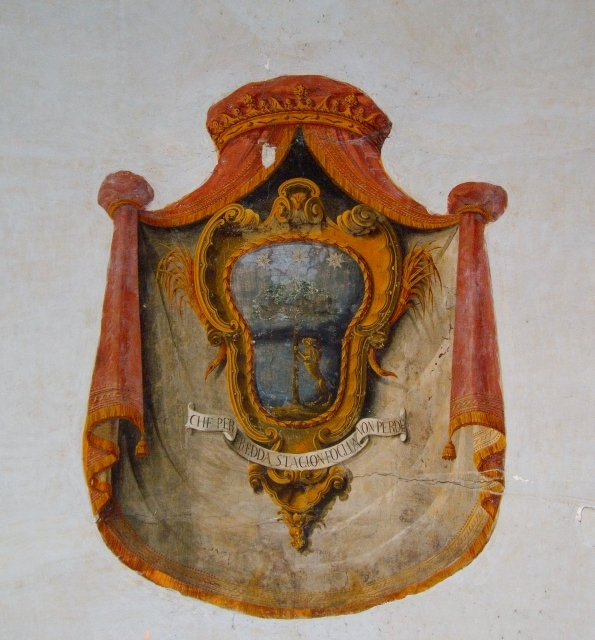
Stemma dei Foglia all'interno del palazzo